# Stålhjelm
 Denne artikel omhandler hjelmen. Opslagsordet har også en anden betydning, se Stahlhelm.
En stålhjelm (tysk: Stahlhelm, i flertal Stahlhelme) er en tysk militærhjelm brugt under første og anden verdenskrig. Betegnelsen Stahlhelm kan også mere generelt bruges om alle hjelme lavet af stål, uanset tidsperiode og oprindelsesland. I Weimarrepublikken var Stahlhelm også navnet på en paramiltær gruppe, hvis medlemmer primært var veteraner fra første verdenskrig (se dén artikel for detajler).

## Historie
Stålhjelme, som var vanlige under middelalderen og i ældre tid, blev genindført under 1. verdenskrig for at beskytte soldatene i skyttegravskrigen. De omfattende artilleri-angreb medførte enorme tab. I løbet af 1915, fik franske soldater metalstolper i uniformshatten, og fra 1916 blev adrian-hjelmene udleveret. Hjelmen var let og relativt billig at producere, selv om det var besværligt, desuden beskyttede hjelmen ikke nakken. Også den britiske hær ønskede beskyttelse mod nedfaldende granatsplinter under 1. verdenskrig. Op til 1915 designede og patenterede briten John L. Brodie en stålhjelm, som beskyttede hovedet, men som først og fremmest var let at masseproducere da den kunne udpresse en stålplade under én arbejdsproces. Hjelmene var desuden lette at stable og nyttige som håndvask og kogekar. 
I 1916 byttede den kejserlige tyske hær den traditionelle pikkelhue af læder, ud med stålhjelmen. Den fik betegnelsen M16 Stahlhelm og blev designet af ingeniøren Frederich Schwerden og kirurgen Dr. August Bier. Disse ydede derfor bedre beskyttelse for hovedet og nakken, end de franske og britiske hjelmtyper. Stahlhelm kom siden i flere modeller. Fra 1935 blev der lavet en lettere og mindre type som blev kaldt M35 Stahlhelm. Dette blev den karakteristiske tyskerhjelm under 2. verdenskrig, selv om der også fandtes andre typer, bl.a. en potte-formet hjelm.
Både Stahlhelm, adrian og brodiehjelmene gav soldaterne et let gennemskinnelig udseende, og blev et tydeligt nationalt kendetegn under første og anden verdenskrig. Efter krigen modificerede Øst- og Vesttyskland stålhjelmene, således at de var tydeligere anderledes end de tidligere nazistiske varianter.
Stålhjelme beskytter for øvrigt udelukkende mod granatsplinter, mens skud normalt vil gå gennem dem. Stålhjelme har været standard i de fleste militære styrker siden første verdenskrig, og begyndte først under 1980-tallet at blive afløst af hjelme i andre materialer, for eksempel kevlar.